# Robert Wagner (ciclista)
Robert Wagner (Magdeburgo, Alemania, 17 de abril de 1983) es un ciclista alemán que fue profesional desde 2006 hasta 2019.
Tras su retirada en 2019 pasó a ser uno de los directores del equipo de desarrollo del Jumbo-Visma.

## Palmarés
2005
- 1 etapa del Tour de Thuringe

2007
- 1 etapa de la International Cycling Classic

2008
- Vuelta a Holanda Septentrional
- 1 etapa del Delta Tour Zeeland

2009
- 1 etapa del Delta Tour Zeeland

2010
- Vuelta a Holanda Septentrional
- 1 etapa de los Tres Días de Flandes Occidental
- 1 etapa de la Vuelta a Baviera
- 1 etapa del Delta Tour Zeeland

2011
- Campeonato de Alemania en Ruta

2013
- 1 etapa del Ster ZLM Toer[2]

## Resultados en Grandes Vueltas
| Carrera | Carrera         | 2006 | 2007 | 2008 | 2009 | 2010 | 2011  | 2012 | 2013  | 2014  | 2015 | 2016  | 2017  | 2018 | 2019 |
| ------- | --------------- | ---- | ---- | ---- | ---- | ---- | ----- | ---- | ----- | ----- | ---- | ----- | ----- | ---- | ---- |
|         | Giro de Italia  | —    | —    | —    | —    | —    | —     | —    | —     | —     | Ab.  | —     | —     | —    | —    |
|         | Tour de Francia | —    | —    | —    | —    | —    | —     | —    | —     | —     | —    | 163.º | 164.º | —    | —    |
|         | Vuelta a España | —    | —    | —    | —    | —    | 162.º | —    | 123.º | 151.º | —    | —     | —     | —    | —    |

—: no participa

Ab.: abandono

## Equipos
- Continental Team Milram (2006)
- Team Wiesenhof (2007)
- Skil-Shimano (2008-2010)
- Leopard/Radioshack (2011-2012)
  - Leopard Trek (2011)
  - Radioshack-Nissan (2012)
- Blanco/Belkin/Lotto NL (2013-2018)
  - Blanco Pro Cycling Team (2013)[3]
  - Belkin Pro Cycling Team (2013-2014)
  - Team Lotto NL-Jumbo (2015-2018)
- Arkéa Samsic[4] (2019)[5]